# Gießbach (Neckar)
Der Gießbach ist ein wenig über einen Kilometer langer Bach des Odenwaldes in der Teilgemarkung Mückenloch der Stadt Neckargemünd im baden-württembergischen Rhein-Neckar-Kreis, der nördlich des Dorfes Mückenloch von links und Süden in den unteren Neckar mündet.

## Geographie

### Verlauf
Der Gießbach beginnt heute seinen Lauf auf unter 195 m ü. NHN inmitten des Dorfes Mückenloch etwa hundert Meter südöstlich des alten Rathauses an der Grundstücksgrenze zwischen der Häuserzeile neben der Talstraße im Norden und der Almstraße im Süden. Er fließt nur kurz westwärts und wendet sich dann noch im Dorfbereich auf mehr und mehr nördlichen Lauf.
Am Ortsausgang der Talstraße (K 4101 nach Dilsberg) unterquert er diese und fließt dann die nächsten gut 200 Meter verdolt nach Norden. Dann beginnt unter den letzten Häusern von Mückenloch am rechten Hangfuß die etwa acht Meter eingetiefte und mit Laubholz bewachsene Jungklinge, in der der Bach nun wieder offen in einem blockreichen, geschlungenen Bett fließt, das jedoch anfangs nur wenig und episodisch Wasser führt.
Nachdem der Gießbach die Kläranlage passiert hat, ist das Bett bis zu drei Meter breit, teilweise läuft der Bach über schiefrige Platten des anstehenden Buntsandsteins, an deren Ende er kleine Fälle hat. Auf seinen letzten hundert Metern verläuft er in einem ehemaligen Buntsandsteinbruch. Kurz vor der Mündung liegt ein Tümpel rechts am Lauf. Dann fließt der Gießbach nach 1,2 km langem Lauf mit mittlerem Sohlgefälle von etwa 68 ‰ auf etwa 116,6 m ü. NHN und damit etwa 78 Höhenmeter unterhalb seines Dorfursprungs in den unteren Neckar ein, der hier im Rückstaubereich des Wehrs der Neckarschleuse Neckarsteinach nur träge fließt. Am anderen Neckarufer gegenüber stehen Gewerbebauten am Ostende von Neckarsteinach entlang der Partikulierstraße.
Eine topographische Karte vom Ende des 19. Jahrhunderts zeigt einen deutlich höheren Ursprung des Gießbachs. Damals begann er anscheinend seinen Lauf im Süden über Mückenloch auf etwa 240 m ü. NHN neben dem vom Steigenkopf der aus Waldwimmersbach kommenden K 4101 herabführenden Alten Weg und war damit rund 0,4 km länger als heute.

### Einzugsgebiet
Das 1,4 km² große Einzugsgebiet gehört naturräumlich zum Unterraum  Odenwald-Neckartal des 
Buntsandstein-Odenwaldes. Es liegt fast zur Gänze in der Stadtteilgemarkung Mückenloch von Neckargemünd. Das Dorf ist neben wenigen Häusern in Satellitenlage auch der einzige Siedlungsplatz darin.
Der Gießbach hat sein Tal nicht selbst geschaffen, sondern fließt im abwärtigen Teil der früheren Mückenlocher Neckarschlinge südlich um den 246,8 m ü. NHN hohen Kirchberg herum, dessen Gipfel etwa 800 Meter nordöstlich der Dorfmitte liegt. Die Randberge an der äußeren Schlingenseite sind fast durchweg höher als dieser Umlaufberg, besonders die 307,8 m ü. NHN hohe Waldkuppe des Bannholzes an der Ostspitze des Einzugsgebietes und das 286 m ü. NHN hohe Schänzel, der linke Mündungssporn des Gießbachs.
Innerhalb eines unterbrochenen Waldhöhenrings am Einzugsgebietsrand gibt es in der offenen Flur um das etwa in der Mitte liegende Dorf  wegen der dominierenden Hanglagen nur wenige Äcker, dagegen viele Obst- und andere Wiesen. 
Reihum grenzen die Einzugsgebiete folgender Nachbargewässer an:
- Im Norden liegt unmittelbares Einzugsgebiet des Neckars;
- im Nordosten liegt dasjenige des Lautenbachs, der im oberen Teil der alten Neckarschlinge gegen die alte Flussrichtung zum Neckar läuft;
- im Südosten führt der Biddersbach den Abfluss an der anderen Bergseite über die Elsenz viel weiter abwärts zum Neckar, er konkurriert größtenteils über seinen Zufluss Haselwiesengraben;
- im Südwesten und Westen liegt über dem Prallhang der alten Neckarschlinge das Einzugsgebiet des nächsten linken Neckarzuflusses Herrbach.

## Geologie
Im Untergrund des Einzugsgebietes liegt überall Buntsandstein. Die die Talmulde umgebenden Höhen ragen in den Oberen Buntsandstein, während der Bachlauf im Ortsbereich von Mückenloch in Schichthöhe des Mittleren Buntsandsteins beginnt und erst dicht vor der Mündung sich bis in den Unteren Buntsandstein eingegraben hat, der gegen den Neckar zu teils über 10 Meter hohe Felswände zeigt. Er wurde dort früher in einem inzwischen aufgelassenen Steinbruch abgebaut, von dem verbliebenes Abraumgelände zeugt.
Linksseits des beginnenden Bachlaufes in Mückenloch und sogar linksseits des Taltiefsten der alten Neckarschlinge bergwärts des Bachursprungs ist der Buntsandstein mit Lösssediment aus dem Quartär flächenhaft überlagert.
Vermutlich wird das östlichste Einzugsgebiet im Bannholz von einer Süd–Nord ziehenden Störungslinie kurz gequert.

## Natur und Schutzgebiete
Ein kleiner Zwickel des sich am linken Flusshang bis fast zur Gießbach-Mündung den Neckar herabziehenden Schonwaldes Scillawald Neckarberge reicht dort ins Einzugsgebiet herein. Außerhalb der bebauten Bereiche gehört das Einzugsgebiet zum Landschaftsschutzgebiet Neckartal I-Kleiner Odenwald und insgesamt zum Naturpark Neckartal-Odenwald.

## Tourismus
Das Einzugsgebiet des Herrbachs wird von vier Hauptwanderwegen des Odenwaldklubs durchzogen und tangiert:
- Der HW 36 Oberschefflenz-Heidelberg, markiert mit kopfstehendem grünen T, durchquert das Einzugsgebiet von Ost nach West.
- Der HW 62 oder Linke Neckarrandweg, markiert mit einem gelben R, verläuft auf seiner Etappe zwischen Hirschhorn und Dilsberg auf dem flussseitigen Hang des Kirchbergs aus dem Neckartal nach Mückenloch hinein und verlässt das Dorf gebündelt mit dem HW 36.
- Der HW 21 oder Franken-Hessen-Kurpfalz-Weg, markiert mit einem roten Kreuz, umringt etwa auf der Wasserscheide der alten Neckarschlinge das Tal.
- Der HW 15 oder Main-Stromberg-Weg, markiert mit einem roten Quadrat, verläuft auf seiner Etappe Eschelbronn–Neckarsteinach auf der westlichen Wasserscheide mit dem HW 21 gebündelt.

### LUBW
Amtliche Online-Gewässerkarte mit passendem Ausschnitt und den hier benutzten Layern: Lauf und Einzugsgebiet des Gießbachs

Allgemeiner Einstieg ohne Voreinstellungen und Layer: Daten- und Kartendienst der Landesanstalt für Umwelt Baden-Württemberg (LUBW) (Hinweise)
1. ↑  Höhe nach dem Höhenlinienbild auf dem Hintergrundlayer Topographische Karte.
2. 1 2 3 4  Höhe nach grauer Beschriftung auf dem Hintergrundlayer Topographische Karte.
3. ↑  Länge nach dem Layer Gewässernetz (AWGN).
4. ↑  Einzugsgebiet nach dem Layer Basiseinzugsgebiet (AWGN).
5. ↑  Natur teilweise nach dem Layer Geschützte Biotope.
6. ↑  Länge abgemessen auf dem Hintergrundlayer Topographische Karte.
7. ↑  Schutzgebiete nach den einschlägigen Layern.

### Andere Belege
1. ↑  Früherer Oberlauf nach:
  - Meßtischblatt 6619 Epfenbach von 1880 in der Deutschen Fotothek
2. ↑  Josef Schmithüsen: Geographische Landesaufnahme: Die naturräumlichen Einheiten auf Blatt 161 Karlsruhe. Bundesanstalt für Landeskunde, Bad Godesberg 1952. → Online-Karte (PDF; 5,1 MB)
3. ↑  Geologie nach den Layern zu Geologische Karte 1:50.000 auf: Mapserver des Landesamtes für Geologie, Rohstoffe und Bergbau (LGRB) (Hinweise)